# Summer Ski
『Summer Ski』は忍者の6枚目のアルバム。

## 内容
- 正式名称はSummer Ski[2／4の恋愛術]。なお、発売以前は恋の味方という仮の名称がつけられていた。

## 収録曲
（全作詞：秋元康）
1. Summer Ski
  - 作曲：林哲司、編曲：岩崎文紀
2. マリリンモンローのサングラス(遠藤直人・古川栄司)
  - 作曲：都志見隆 、編曲：船山基紀
3. 最後のAnswer Phone(柳沢超・正木慎也)
  - 作曲：岸正之、編曲：岩崎文紀
4. 涙の片想い(高木延秀・古川栄司)
  - 作曲：井上大輔、編曲：船山基紀
5. 夏のカーブ(志賀泰伸・正木慎也)
  - 作曲：都志見隆、編曲：船山基紀
6. 雨の遊園地(古川栄司)
  - 作曲：中崎英也、編曲：船山基紀
7. ジュリアナダンス(志賀泰伸・遠藤直人・古川栄司)
  - 作曲：見岳章、編曲：岩崎文紀
8. 自然に開いた卒業アルバム(柳沢超・高木延秀)
  - 作曲：見岳章、編曲：岩崎文紀
9. 江の島クリスマス(正木慎也)
  - 作曲：岸正之、編曲：船山基紀
10. あれはValentine's Day(志賀泰伸・遠藤直人)
  - 作曲：井上大輔、編曲：岩崎文紀